# 172989 Xuliyang
172989 Xuliyang este un asteroid din centura principală de asteroizi.

## Descriere
172989 Xuliyang este un asteroid din centura principală de asteroizi. A fost descoperit pe 25 mai 2006 la Observatorul Lulin de Ye Quan-Zhi și Hong Qin Lin. Asteroidul prezintă o orbită caracterizată de o semiaxă mare de 2,34 ua, o excentricitate de 0,19 și o înclinație de 4,6° în raport cu ecliptica.